# Eukiefferiella tusimofegea
Eukiefferiella tusimofegea är en tvåvingeart som beskrevs av Sasa och Suzuki 1999. Eukiefferiella tusimofegea ingår i släktet Eukiefferiella och familjen fjädermyggor. Inga underarter finns listade i Catalogue of Life.